# Машхимпром
НПО «Машхимпром» — российское научно-производственное объединение, специализирующееся на разработке технологии электроосаждения, а также на промышленном проектировании. Полное наименование — "Научно производственное объединение Центральный Институт инжиниринга и наукоемких технологий «Машхимпром». Основан в 1994 году. Головной офис концерна находится в городе Москва.

## История
НПО «Машхимпром» основан в 1994 году. Основное направление деятельности основано на принципах импортозамещения и информационного проектирования. Первоначальная специализация — научные изыскания в области химии и химической технологии. Далее линейка товаров и услуг последовательно расширялась.
С самого начала Крылова И. А. принимала непосредственное участие в функционировании компании, являясь научным двигателем компании.
В 2015 году компания открыла для себя новую главу, начав заниматься промышленным проектированием.

## Руководство
Руководитель производства — д.т. н., профессор Квасников М. Ю.. Крылова И. А. также являлась руководителем компании почти до самой своей смерти в 2018 году.

## Деятельность
В основе деятельности «Машхимпром» лежат собственные разработки, основанные на исследованиях российских специалистов в области нефтехимии и электроосаждения. В научно-технических лабораториях разрабатываются отечественные продукты в условиях максимально приближенных к реальным. Компания обладает собственными патентами, является ведущей компанией по разработке технологии гальваники и окраски. Также «Машхимпром» постоянно помогает молодым ученым повысить свою квалификацию, привлекая их к решению научно-технических задач.
Компания производит технологические и экономические решения для нефтегазовой и металлургической отраслей, машиностроения, промышленной водоочистке и строительства промышленных предприятий.
Деятельность «Машхимпром» в области нефтегазовой промышленности включает комплексные решения по антикоррозионной защите оборудования.

## Научно-техническая база
В лабораториях имеются стенды для подбора рецептур индустриальных красок, начиная от получения жидких и порошковых красок заканчивая их нанесением и испытанием в условиях максимально приближенным к реальным. А также хроматографическое оборудование, позволяющее оценить молекулярную структуру битумов, различных масел, полимеров.
В рамках постоянного сотрудничества научно-исследовательская работа также ведется в лабораториях РХТУ.
Для студентов кафедры химической технологии полимерных композиционных лакокрасочных материалов действует программа практики с последующим трудоустройством.
«Машхимпром» поддерживает идеи экопотребления и экосбережения. В рамках научной и производственной деятельности ведет работу по сохранению и восстановлению окружающей среды.